# سعيد لبان
سعيد لبان لاعب كرة قدم سعودي، في مركز لاعب مدافع ، لعب مع نادي الوحدة وبعدها انتقل إلى نادي الشباب حتى عام 2009 و أعاره الشباب إلى الحزم وبعدها انتقل إلى نادي نجران و لعب بعدها لنادي الرياض والجبلين و البدائع والوشم .